# Thạnh Phú
Thạnh Phú is een xã in het district Vĩnh Cửu, een van de negen districten van de provincie Đồng Nai. Het is een van de elf xã's in het district. De provincie ligt in een regio van Vietnam, dat ook wel Đông Nam Bộ wordt genoemd.